# Euploea limbata
Euploea limbata är en fjärilsart som beskrevs av Hans Fruhstorfer 1910. Euploea limbata ingår i släktet Euploea och familjen praktfjärilar. Inga underarter finns listade i Catalogue of Life.